# Porcupinychus abutiloni
Porcupinychus abutiloni är en spindeldjursart som beskrevs av Anwarullah 1966. Porcupinychus abutiloni ingår i släktet Porcupinychus och familjen Tetranychidae. Inga underarter finns listade i Catalogue of Life.